# Роберто Монсон
Роберто Монсон Гонсалес (ісп. Roberto Monzón González; нар. 30 березня 1978, Гавана) — кубинський борець греко-римського стилю, срібний та дворазовий бронзовий призер чемпіонатів світу, п'ятиразовий чемпіон та дворазовий срібний призер Панамериканських чемпіонатів, дворазовий чемпіон та срібний призер Панамериканських ігор, переможець та срібний призер Кубків світу, срібний призер Олімпійських ігор.

## Біографія
Боротьбою почав займатися з 1988 року. Бронзовий призер чемпіонату світу серед кадетів 1993 року. Дворазовий чемпіон світу серед юніорів — 1994 та 1996 років. Бронзовий призер чемпіонату світу серед юніорів 1997 року.

## Виступи на Олімпіадах
| Змагання                    | Збірна | Вагова категорія | Місце  |
| --------------------------- | ------ | ---------------- | ------ |
| Літні Олімпійські ігри 2004 | Куба   | 60 кг            | Срібло |
| Літні Олімпійські ігри 2008 | Куба   | 60 кг            | 5      |

## Виступи на Чемпіонатах світу
| Змагання                        | Збірна | Вагова категорія | Місце  |
| ------------------------------- | ------ | ---------------- | ------ |
| Чемпіонат світу з боротьби 1999 | Куба   | 58 кг            | 27     |
| Чемпіонат світу з боротьби 2001 | Куба   | 58 кг            | Бронза |
| Чемпіонат світу з боротьби 2002 | Куба   | 60 кг            | Бронза |
| Чемпіонат світу з боротьби 2003 | Куба   | 60 кг            | Срібло |
| Чемпіонат світу з боротьби 2005 | Куба   | 60 кг            | 23     |
| Чемпіонат світу з боротьби 2006 | Куба   | 60 кг            | 10     |
| Чемпіонат світу з боротьби 2007 | Куба   | 60 кг            | 22     |

## Виступи на Панамериканських чемпіонатах
| Змагання                                   | Збірна | Вагова категорія | Місце  |
| ------------------------------------------ | ------ | ---------------- | ------ |
| Панамериканський чемпіонат з боротьби 1998 | Куба   | 58 кг            | Срібло |
| Панамериканський чемпіонат з боротьби 2000 | Куба   | 58 кг            | Срібло |
| Панамериканський чемпіонат з боротьби 2001 | Куба   | 58 кг            | Золото |
| Панамериканський чемпіонат з боротьби 2002 | Куба   | 60 кг            | Золото |
| Панамериканський чемпіонат з боротьби 2004 | Куба   | 66 кг            | Золото |
| Панамериканський чемпіонат з боротьби 2005 | Куба   | 60 кг            | Золото |
| Панамериканський чемпіонат з боротьби 2007 | Куба   | 60 кг            | Золото |
| Панамериканський чемпіонат з боротьби 2008 | Куба   | 60 кг            | Золото |

## Виступи на Панамериканських іграх
| Змагання                  | Збірна | Вагова категорія | Місце  |
| ------------------------- | ------ | ---------------- | ------ |
| Панамериканські ігри 1999 | Куба   | 58 кг            | Срібло |
| Панамериканські ігри 2003 | Куба   | 60 кг            | Золото |
| Панамериканські ігри 2007 | Куба   | 60 кг            | Золото |

## Виступи на Кубках світу
| Змагання                    | Збірна | Вагова категорія | Місце  |
| --------------------------- | ------ | ---------------- | ------ |
| Кубок світу з боротьби 2005 | Куба   | 60 кг            | Золото |
| Кубок світу з боротьби 2006 | Куба   | 60 кг            | Срібло |

## Виступи на інших змаганнях
| Змагання                                     | Збірна | Вагова категорія | Місце  |
| -------------------------------------------- | ------ | ---------------- | ------ |
| Тестовий турнір FILA 1998                    | Куба   | 58 кг            | Золото |
| Гран-прі Німеччини з боротьби 2002           | Куба   | 60 кг            | Золото |
| Міжнародний меморіал Дейва Шульца 2003       | Куба   | 60 кг            | Бронза |
| Гран-прі Німеччини з боротьби 2004           | Куба   | 60 кг            | 10     |
| Гран-прі Німеччини з боротьби 2005           | Куба   | 60 кг            | Золото |
| Чемпіонат світу серед студентів 2005         | Куба   | 60 кг            | Бронза |
| Центральноамериканські і Карибські ігри 2006 | Куба   | 60 кг            | Срібло |
| Гран-прі Німеччини з боротьби 2008           | Куба   | 60 кг            | Срібло |